# These Walls (canción de Dua Lipa)
«These Walls» es una canción de la cantante albanobritánica Dua Lipa de su tercer álbum de estudio Radical Optimism (2024). Fue escrita por Lipa, Andrew Wyatt, Danny L Harle, Billy Walsh y Caroline Ailin, y producida por Wyatt y Harle. «These Walls» recibió reseñas favorables de parte de la crítica y alcanzó el top 40 en el Reino Unido y Noruega. Un remix de la canción junto al cantante belga Pierre de Maere fue lanzado como cuarto sencillo de Radical Optimism el 8 de noviembre de 2024.

## Antecedentes
En una entrevista con Zane Lowe de Apple Music, Lipa dijo que ella escribió «These Walls» el 16 de enero de 2023. Mencionó que tuvo la idea de la canción de poder sentir la energía de dos personas que han estado discutiendo cuando entras en una habitación. "Las habitaciones capturan cosas y se aferran a ellas", dijo. "Creo que esta canción es un muy buen ejemplo de cómo abordar lo inevitable, es esa conversación que nadie quiere tener, pero tienes que hacerlo". «These Walls» fue lanzada el 3 de mayo de 2024 por Warner Records, en el tercer álbum de estudio de Lipa, Radical Optimism.

## Composición
Lipa escribió «These Walls» con Billy Walsh, Caroline Ailin y sus productores Andrew Wyatt y Danny L Harle. «These Walls»  es una canción de género dance-pop, indie pop, y soft rock catalogada como una canción de rompimiento. Es la una canción etiquetada con el nivel "explicito" en Radical Optimism. Comienza con Lipa ilustrando a una pareja que se ha acostumbrado a aislarse el uno del otro. En su versión remix, la canción contiene versos en francés interpretados por Pierre de Maere y Lipa.

## Recepción de la crítica
«These Walls» recibió reseñas positivas de los críticos musicales. Neil Z. Yeung de AllMusic calificó a «These Walls» como un "baile pop relajado que aligera el espíritu". Al escribir para The Observer, Kitty Empire señaló que «These Walls» es la canción "más concisa" de las que no son sencillos (a la fecha del lanzamiento del álbum) de Radical Optimism. En Variety, Steven J. Horowitz escribió: «These Walls» es la canción más impactante del álbum, en la que Lipa lamenta la creciente distancia de un amante con un gesto de complicidad.. Sal Cinquemani de Slant Magazine llamó como  "la canción de ruptura más serenamente devastadora que recuerdo", debido a su mezcla de melodías tropicales con letras más desgarradoras. Según Helen Brown de "The Independent", la canción es "tan dulce y alegre que es poco probable que los no anglófonos se den cuenta de que es una canción de ruptura".

## Rendimiento comercial
En su primera semana de lanzamiento, «These Walls» se convirtió en la canción que no era sencillo de mayor éxito comercial de Radical Optimism. Debutó en el puesto número 40 en el Reino Unido. convirtiéndose en la entrada número 27 de Lipa en el top 40 de la lista de sencillos del Reino Unido. También debutó en el puesto 39 en Noruega, 44 en Irlanda, 54 en Suecia y 65 en Canadá.

## Posiciones en las listas
| Listas (2024)                           | Mejor posición |
| --------------------------------------- | -------------- |
| Bélgica (Valonia) (Ultratop 50)         | 12             |
| Bolivia (Monitor Latino)                | 6              |
| Canadá (Canadian Hot 100)               | 65             |
| Francia (SNEP)                          | 74             |
| Global 200 (Billboard)                  | 68             |
| Grecia (IFPI)                           | 76             |
| Irlanda (IRMA)                          | 44             |
| Japan Hot Overseas (Billboard Japan)    | 11             |
| Latvia Airplay (TopHit)                 | 101            |
| Líbano inglés (Lebanese Top 20)         | 20             |
| Lituania (AGATA)                        | 91             |
| Lituania Airplay (TopHit)               | 55             |
| Nueva Zelanda Hot Singles (RMNZ)        | 7              |
| Noruega (VG-lista)                      | 39             |
| Portugal (AFP)                          | 74             |
| Suecia (Sverigetopplistan)              | 54             |
| Reino Unido (UK Singles Chart)          | 40             |
| Estados Unidos (Bubbling Under Hot 100) | 1              |